# 마리이야기
"마리이야기"(영어: My Beautiful Girl, Mari)는 2002년 개봉한 대한민국의 판타지 애니메이션 영화이다.
애니메이션 전문 감독인 이성강 감독이 감독을 맡았다. 어른이 된 '남우'(목소리 이병헌 분)가 어린 시절 경험했던 신비로운 소녀 '마리'와의 만남을 추억하는 내용이다.

## 배우
- 이병헌 : 어른 남우
  - 류덕환 : 남우
- 공형진 : 어른 준호
  - 성인규 : 준호
- 안성기 : 경민
- 배종옥 : 남우 엄마
- 나문희 : 남우 할머니

## 사운드트랙
1. 프롤로그
2. 우리가 사는 곳 - 유희열
3. 바닷가에서 - 회상
4. 아이들의 잠수함
5. 새들의 등대
6. 낯선 세상 속으로 Part 1
7. 첫만남
8. 낯선 세상 속으로 Part 2
9. 바다의 비
10. 낯선 세상 속으로 Part 3
11. 하늘 높이
12. 마리와 함께
13. 믿을 수 없는 일 (폭풍우가 지나고)
14. 안녕마리
15. 먼길떠나는 준호
16. 에필로그 - 남우의 겨울
17. 마리 이야기 - 성시경
18. 마리 - 예고편 Theme

## 수상
- 안시 국제 애니메이션 영화제 (프랑스 안시): 그랑프리 위너(Grand Prix Winner) 최고의 장편 영화상

## 관련 논문
- 김남훈, 〈애니메이션의 시간대별, 날씨별 장면에 나타난 캐릭터의 색채분석 연구 : 2D 애니메이션 '마리이야기'를 중심으로〉, 《기초조형학연구》 5-4, 한국기초조형학회, 2004년
- 이소연, 〈질 들뢰즈의 영화기호학에 기반한 〈마리이야기〉 분석〉, 한양대학교 대학원 시각디자인 전공 석사학위논문, 2008년 2월
- 이소연·고은영, 〈애니메이션 〈마리이야기〉에 표현된 관계 이미지 분석〉, 《기초조형학연구》 9-1, 한국기초조형학회, 2008년
- 정은주, 〈서사적 특성에 기반한 〈마리 이야기〉의 재조명〉, 《비평과 이론》 28-1, 한국비평이론학회, 2023년